# 交響曲第20番 (ハイドン)
交響曲第20番 ハ長調 Hob. I:20 は、フランツ・ヨーゼフ・ハイドンが作曲した交響曲。

## 概要
初期の作品のひとつだが、自筆原稿は残されておらず、エステルハージ家の副楽長時代のものか、それ以前にボヘミアのモルツィン伯爵に仕えていた時代のものかは明らかでない。
様式の上からは第32番、第33番、第37番など、早い時代（1757年から1760年頃）の他のハ長調交響曲に類似する。
第32番や第33番と並んで、トランペットとティンパニを使用した初期の祝祭的な交響曲とされることが多いが、ジェームズ・ウェブスターによると、トランペットやティンパニを含む楽譜は時代の遅い信頼できないものしかない。

## 編成
オーボエ2、ホルン2（、トランペット2、ティンパニ）、第1ヴァイオリン、第2ヴァイオリン、ヴィオラ、低音（チェロ、コントラバス、ファゴット）。
高いC管のホルンによる高音が目立つ。

## 曲の構成
全4楽章、演奏時間は約18分。
- 第1楽章 アレグロ・モルト
ハ長調、4分の2拍子、ソナタ形式。
お使いのブラウザーでは、音声再生がサポートされていません。音声ファイルをダウンロードをお試しください。
オクターヴ下降から始まる華やかな音楽である。

- 第2楽章 アンダンテ・カンタービレ
ト長調、2分の2拍子、ソナタ形式。
お使いのブラウザーでは、音声再生がサポートされていません。音声ファイルをダウンロードをお試しください。
弦楽器だけで演奏される。全曲にわたって低音楽器によるピッツィカートの4分音符、第2ヴァイオリンの8分音符の伴奏に乗って第1ヴァイオリンが旋律を演奏するセレナード調の曲である。

- 第3楽章 メヌエット - トリオ
ハ長調 - ヘ長調、4分の3拍子。
お使いのブラウザーでは、音声再生がサポートされていません。音声ファイルをダウンロードをお試しください。
お使いのブラウザーでは、音声再生がサポートされていません。音声ファイルをダウンロードをお試しください。
メヌエット主部もトリオも、弱起の3拍めが3連符になった同じようなリズムを持つ。
トリオ部分はヘ長調で、弦楽器のみで演奏される。

- 第4楽章 プレスト
ハ長調、8分の3拍子、三部形式。
お使いのブラウザーでは、音声再生がサポートされていません。音声ファイルをダウンロードをお試しください。
お使いのブラウザーでは、音声再生がサポートされていません。音声ファイルをダウンロードをお試しください。
両端の部分が長調、中間部が短調になっている。各部分はいわば「ミニソナタ」とも言うべき形式をしている[1]。